# 퇴계종택

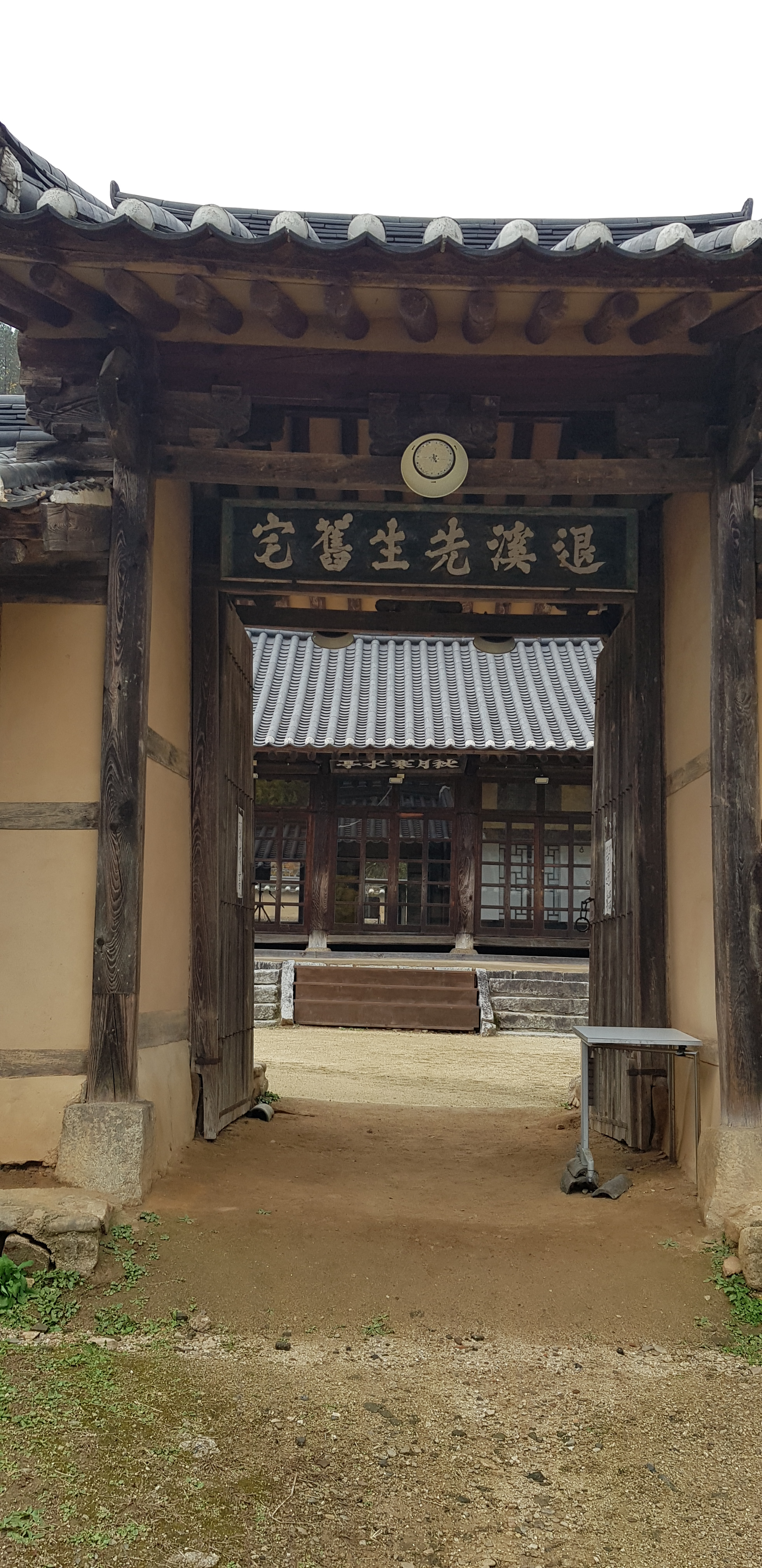
문위에는 한문으로 '퇴계선생 구택'으로 쓰여 있다.

퇴계종택(退溪宗宅)은 경상북도 안동시 도산면 토계리에 있는 건축물이다. 1982년 12월 1일 경상북도의 기념물 제42호로 지정되었다.

## 개요
조선 중기 문신이며 대학자인 퇴계 이황(1501∼1570) 선생의 종가이다. 원래 있던 집은 없어지고 이 건물은 1926∼1929년 사이에 선생의 13대손 하정 공이 옛 가옥의 규모를 따라 새로 지었다.
앞면 6칸·옆면 5칸 규모의 ㅁ자형 집으로 총 34칸으로 이루어졌다. 높은 석축 위에 둥근 기둥과 네모난 기둥을 사용하여 지었으며, 전면에 솟을대문을 갖추었다. 오른쪽에 있는 ‘추월한수정’은 앞면 3칸·옆면 2칸 규모의 정자인데 마루에는 ‘도학연원방’이라는 현판이 걸려 있다.

## 같이 보기
- 이황

## 참고 자료
- 퇴계종택 - 국가유산청 국가유산포털